# Lowry (Minnesota)
Lowry – miasto w Stanach Zjednoczonych, w stanie Dakota Południowa, w hrabstwie Pope.